# Nintendo DS
Den här artikeln handlar om den första versionen av Nintendo DS. För nyare versioner, se Nintendo DS Lite, Nintendo DSi, och Nintendo 3DS.
Nintendo DS (Nintendo Dual Screen) är en bärbar tvåskärmad spelkonsol utvecklad och tillverkad av Nintendo. Spelkonsolen lanserades 2004 i Nordamerika och Japan och 2005 i Europa och Australien.
Fram till och med 31 december 2014 hade det sålts 154,01 miljoner Nintendo DS-konsoler (inklusive Nintendo DS Lite) världen över. Det gör den till Nintendos mest sålda konsol genom tiderna.
Nintendo DS utvecklades under projektnamnet Nitro och därav kommer sig bokstavskombinationen NTR i modellnumret.
Den 2 mars 2006 lanserades den smärtare nyversionen Nintendo DS Lite i Japan och i juni samma år i Nordamerika, Europa och Australien.
Systemet är tänkt att vara regionsfritt och kan därför med några få undantag köra spel från alla delar av världen. Dock kan det uppstå problem om två spelare försöker att spela mot/med varandra med varsitt spel från olika delar av världen då de inte hanterar sparad information på samma sätt.

## Lansering
Nintendo DS lanserades i Nordamerika den 21 november år 2004 och i Japan den 2 december och var därmed den första spelkonsolen från Nintendo som hade världspremiär i ett annat land än Japan. I Europa lanserades DS den 11 mars 2005.
Nintendo DS var den första av Nintendos konsoler där efterfrågan var större än tillgången vilket resulterade i att företaget valde att gå ut med en offentlig ursäkt för att de underskattat efterfrågan när de upptäckte att konsolerna var slutsålda i butikerna.
Maskinen kostade cirka 1500:- vid lanseringen. Från början fanns den i färgen silvermetallic, därefter har färgerna blå-, röd- och rosametallic tillkommit.

## Hårdvara
Det som skiljer Nintendo DS mot flertalet andra bärbara spelkonsoler är att den har två skärmar (DS=Dual Screen), varav den undre är en tryckkänslig pekskärm. Många spel använder sig av pekskärmsfunktioner, till exempel Wario Ware Touched!. Konsolen har även en inbyggd mikrofon som användaren kan prata eller blåsa i. Grafiken motsvarar inte vad konkurrenten Sonys PSP kan prestera, men Nintendo DS är något starkare än Nintendo 64, som i sig var kraftfullare än första Playstation-modellen. Grafiken ser inte bättre ut än vad PS1 kan prestera på grund av avsaknaden av texturfiltret bilinear filtering. De inbyggda högtalarna kan skapa ljud som liknar surroundljud.

### Tekniska specifikationer
Nintendo DS har två processorer av ARM-typ.
- ARM9 67 MHz (ARM946E-S).
- ARM7 33 MHz.
- 4 MB RAM.
- 2 stycken 3-tums TFT LCD-skärmar med bakgrundsbelysning och en upplösning på 256 × 192 pixlar.
- 262144 färger kan visas på skärmen.

Spelkassetterna använder minnen av solid state-typ och kan lagra upp till 128 MB.

### Inmatningsenheter
Förutom en inbyggd pekskärm och mikrofon har Nintendo DS en uppsättning knappar att styra med. Dessa är följande:
- On/off - Placerad på konsolens vänstra sida.
- Start, Select - Placerade på konsolens högra sida.
- Volymkontroll - Placerad på konsolens högra sida.
- Styrkors - Ett fyrvägs styrkors på konsolens vänstra sida.
- A, B, X, Y - Tryckknappar på konsolens högra sida.
- L, R - Vänster och höger axelknappar.

### Anslutningar
- Slot 1 - för Nintendo DS-spel.
- Slot 2 - för Game Boy Advance-spel
- Uttag för mikrofon och hörlur (3,5 mm).
- Uttag för batteriladdare (har ej samma fysiska mått som till Nintendo DS Lite).
- Trådlös WiFi enligt 802.11b-standarden.[6] Nintendo DS och Nintendo DS Lite har endast stöd för WEP-kryptering.

### Firmware
Varje DS har ett så kallat Firmware. Detta uppdaterar Nintendo på nya DS-maskiner, för att bland annat förhindra piratkopiering.

## Flerspelarspel
Flerspelarspelstöd finns också, upp till 16 spelare genom WLAN, där användarna också kan chatta genom programmet Pictochat; det går även att skriva eller rita till varandra med hjälp av touch-screenen. Med Nintendo Wi-Fi Connection går det även att spela online med fyra spelare. Onlinefunktionen är ny men många spel kom att stödja detta i framtiden (2006 och framåt). Det går även att spela Game Boy Advance-spel på Nintendo DS, men då fungerar inte flerspelarspelfunktionerna.

## Bakåtkompatibilitet
Nintendo DS är bakåtkompatibel med de flesta Game Boy Advance-spel. När Game Boy Advance-spel används på en Nintendo DS så används inte hela skärmen på grund av skillnaderna i skärmupplösning på de bägge konsolerna. Skärmupplösningen på en Game Boy Advance är 240 × 160 pixlar medan upplösningen på en Nintendo DS är 256 × 192 pixlar, därför visas äldre spel med en omgivande svart ram. Spel till Game Boy Advance som är gjorda för att användas tillsammans med en annan Game Boy Advance-enhet eller en Gamecube kan inte nyttjas fullt ut då Nintendo DS saknar den nödvändiga porten för att kunna koppla ihop dessa enheter med varandra.
Stöd för äldre Game Boy och Game Boy Color-spel finns inte på grund av avsaknaden av en Z80-processor som finns inbyggd i samtliga modeller från den första Game Boyversionen fram till Game Boy Advance (inklusive Game Boy Advance SP).
Nintendo DS har två portar för spel vilket ibland nyttjas för att låta spelen kommunicera med varandra, bland annat kan spel i en viss serie låsa upp bonusar om de används i samma Nintendo DS-konsol. Exempel på spel till Nintendo DS som kan kommunicera med äldre spel i samma spelserie är bland andra Advance Wars: Dual Strike och Wario Ware Touched!.
Tillbehöret e-Reader som tillverkades för att användas tillsammans med Game Boy Advance passar inte till en Nintendo DS, men det passar till Nintendo DS Lite.

## Versioner
Förutom att Nintendo DS finns i olika färger med ett par mindre mjukvaruskillnader har även tre nya versioner släppts
- Nintendo DS Lite
- Nintendo DSi
- Nintendo DSi XL

|          | Nintendo DS            | Nintendo DS Lite                    |
| Vikt:    | 275 g                  | 218 g                               |
| Storlek: | 148,7 × 84.7 × 28,9 mm | 133,0 × 73.9 × 21.5 mm              |
| Skärm:   | Ljus på/av             | Justerbar ljusstyrka i fyra nivåer. |
| Design:  | Lite större            | Något mindre styrkors               |

### Nintendo DS Lite

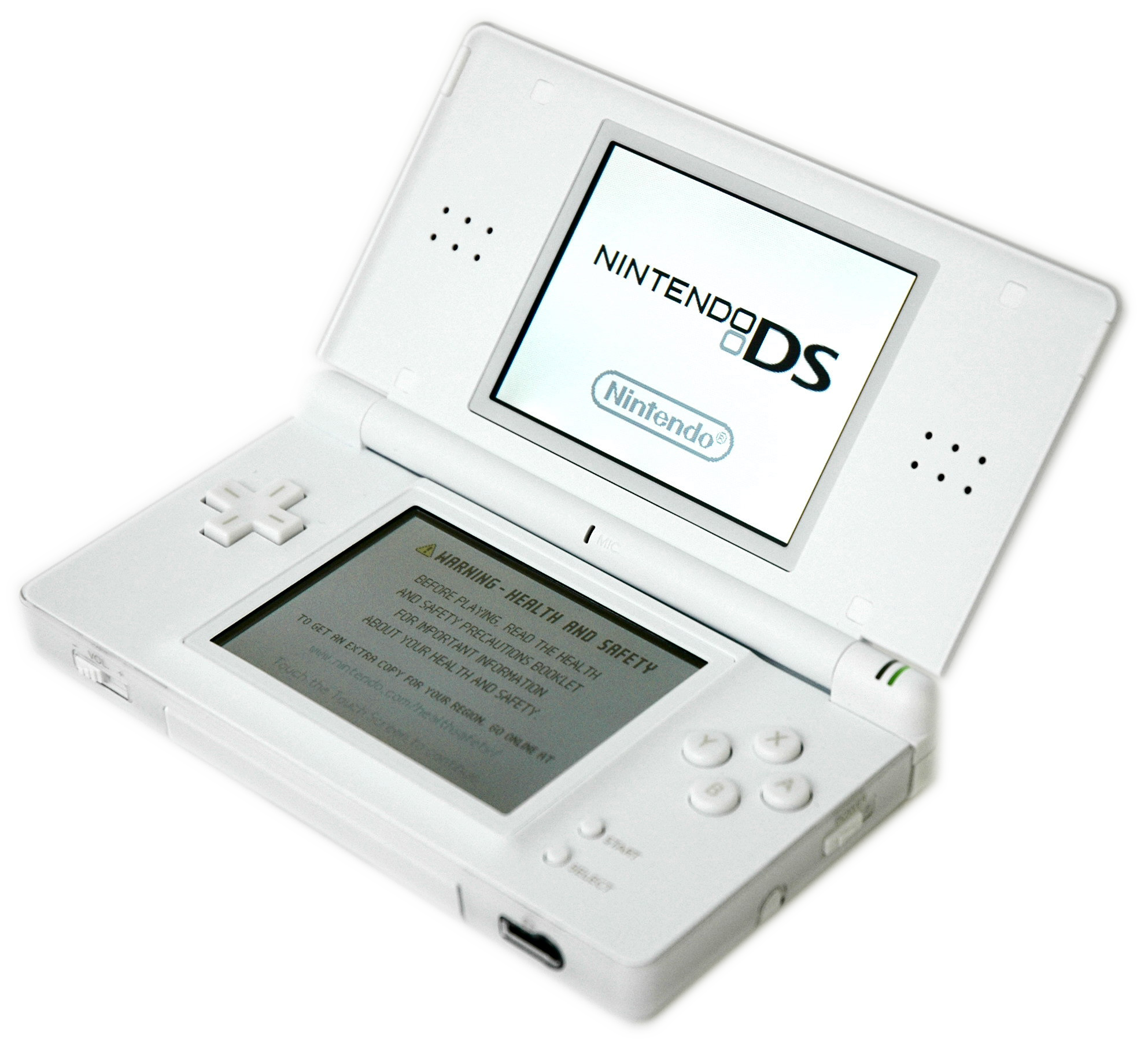
DS Lite

Nintendo DS Lite är en smärtare, lättare version av originalversionen. Den påannonserades 26 januari 2006 drygt en månad innan dess första lansering den 2 mars 2006 i Japan.

### Nintendo DSi

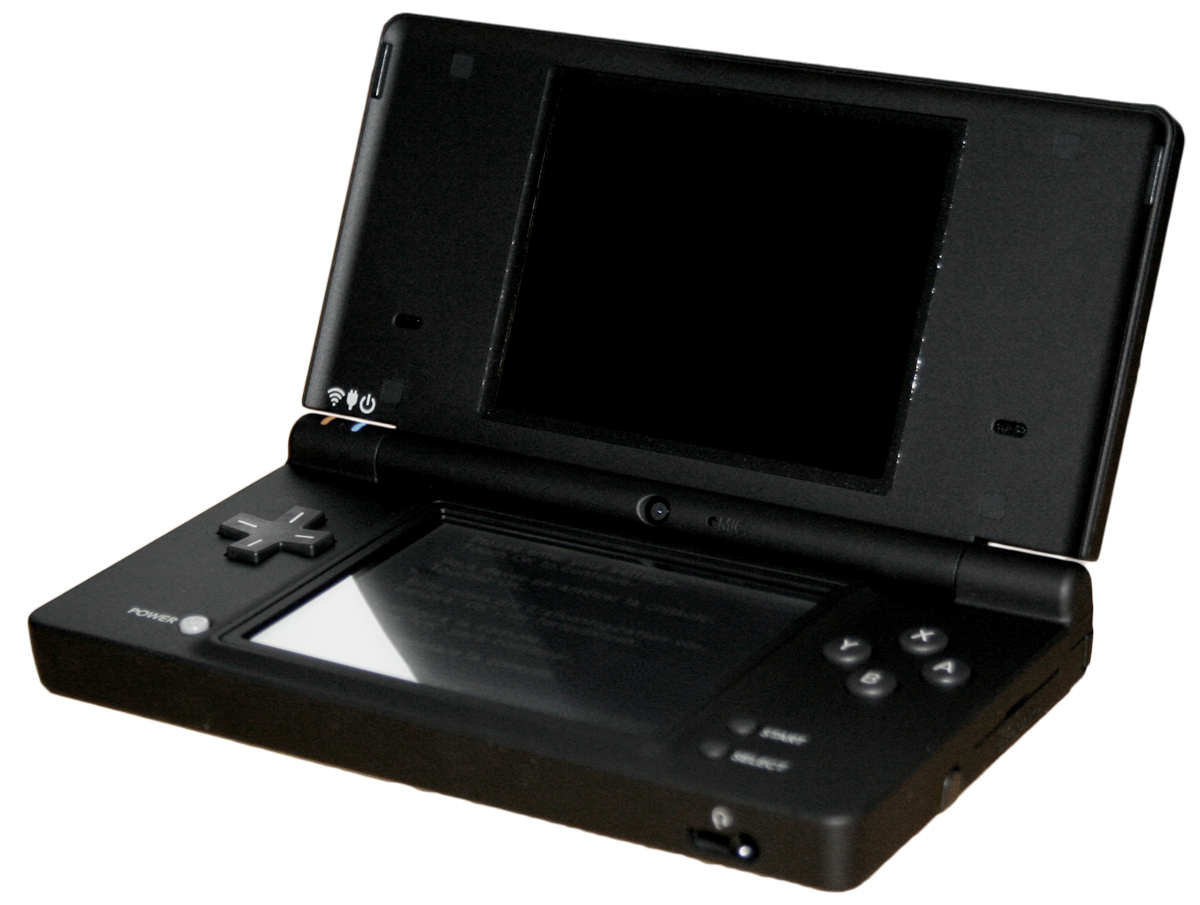
DSi

Nintendo DSi är tunnare och har 0,25 tum större skärmar än DS och DS Lite, och platsen där man på de tidigare modellerna stoppade in Game Boy Advance-spel är ersatt med en SD-kortsläsare. DSi klarar även uppspelning av ljudformatet AAC, och är utrustad med två kameror och mjukvara för fotoredigering.

### Nintendo DSi XL
Nintendo DSi XL (DSi LL i Japan) är en större version av DSi med större skärmar (0,95 tum större än skärmarna till DSi, 1,2 tum större än skärmarna till DS och DS Lite). Den påannonserades 29 oktober 2009 och lanserades i Japan den 21 november samma år. I Europa lanserades den 5 mars 2010 och planeras lanseras i Nordamerika senare i mars.

## Webbläsare
Det norska mjukvaruföretaget Opera som utvecklar en webbläsare med samma namn har släppt en version av denna webbläsare speciellt anpassad för att användas på Nintendo DS. Webbläsaren finns i två versioner, en till den ursprungliga Nintendo DS-modellen kallad Nintendo DS Browser och en till Nintendo DS Lite kallad Nintendo DS Lite Brow

## Officiella tillbehör och reservdelar
- AC-adapter (passar ej Nintendo DS Lite)
- Batteri (batteritiden börjar förkortas efter runt 500 laddningar)[12]
- DSpeak en mjukvara som gör det möjligt att prata med andra Nintendo DS-användare via VoIP. Produkten visades för första gången år 2005[13] och är ännu ej officiellt släppt.
- Nintendo DS Rumble Pak, ett tillbehör som har i stort sett liknande funktion som ett Rumble Pak avsett för Nintendo 64.
- Nintendo DS Memory Expansion Pak en minnesexpansion.
- Nintendo Wi-Fi USB Connector, ett tillbehör som gör det möjligt att via internet spela med andra Nintendo DS-spelare.
- Stylus (Pekpenna som säljes i förpackning om 3 stycken)
- Nintendo MP3 Player

### Headset
Nintendo DS Headset är ett tillbehör till Nintendo DS som gör det möjligt att kommunicera med andra spelare. Detta headset består av en hörlur och tillhörande mikrofon och är främst tänkt att göra det möjligt för spelare att använda sig av röstkommunikation. Mikrofonen kan användas av alla spel som vanligtvis använder sig av den mikrofonen som finns inbyggd i alla versioner av Nintendo DS. Tillbehöret släpptes i Japan 2006 och i Nordamerika 2007.